# Ferdinand Bie
Ferdinand Bie (n. 16 februarie 1888, Comuna Drammen, Buskerud, Norvegia – d. 9 noiembrie 1961, Kristiansand, Vest-Agder, Norvegia) a fost un atlet ce a reprezentat Norvegia, medaliat olimpic. A participat la o ediție a Jocurilor Olimpice (1912) în care a câștigat medalia de argint în proba de pentatlon.

## Palmares
| An   | Competiție        | Locație           | Loc | Eveniment     | Note    |
| ---- | ----------------- | ----------------- | --- | ------------- | ------- |
| 1912 | Jocurile Olimpice | Stockholm, Suedia | 11  | 110 m garduri | 15,8    |
| 1912 | Jocurile Olimpice | Stockholm, Suedia | 11  | lungime       | 6,75    |
| 1912 | Jocurile Olimpice | Stockholm, Suedia | 2   | pentatlon     | 21 pct. |
| 1912 | Jocurile Olimpice | Stockholm, Suedia | –   | decatlon      | NT      |